# André Badin
Pour les articles homonymes, voir Badin.
André Amand Adolphe Aubin, dit André Badin, est un acteur français, né le  18 septembre 1932 à Nogent-le-Rotrou (Eure-et-Loir) et mort le 23 janvier 2009 dans le 15e arrondissement de Paris.

## Biographie
Il a notamment tourné aux côtés de Louis de Funès dans Carambolages, Le Grand Restaurant, Faites sauter la banque ! et La Zizanie.
Il a tourné différents spots publicitaires dont Gaston : Publicité des années 1985 à 1990 sur l'Espace Piétons à Pontoise. Il a également joué dans la pub Visual Optique. 
Il tourne son dernier film Le Soleil au-dessus des nuages en 2001 et meurt huit ans plus tard, en janvier 2009.
Il est le père du comédien Cyril Aubin, connu pour son rôle de Johnny de la série culte Le Miel et les Abeilles.

## Filmographie

### Cinéma
- 1957 : Nathalie de Christian-Jaque
- 1957 : Les Lavandières du Portugal de Pierre Gaspard-Huit
- 1959 : Nathalie, agent secret d'Henri Decoin
- 1960 : La Famille Fenouillard d'Yves Robert
- 1961 : À rebrousse-poil de Pierre Armand
- 1961 : Saint-Tropez Blues de Marcel Moussy
- 1961 : Les Livreurs de Jean Girault
- 1961 : Léon Morin prêtre de Jean-Pierre Melville
- 1961 : La Belle Américaine de Robert Dhéry et Pierre Tchernia : Le "grand" directeur de la station service
- 1961 : Auguste de Pierre Chevalier : Le photographe chanceux
- 1962 : Pourquoi Paris ? de Denys de la Patellière
- 1962 : Horace 62 d'André Versini : Le portier
- 1962 : L'Œil du Malin de Claude Chabrol : Un policier
- 1962 : Le Monte-charge de Marcel Bluwal : L'agent cycliste
- 1962 : Arsène Lupin contre Arsène Lupin d'Édouard Molinaro : Le chroniqueur mondain
- 1962 : Strip-tease de Jacques Poitrenaud
- 1962 : L'assassin connaît la musique... de Pierre Chenal : L'assistant du chef opérateur
- 1963 : Clémentine chérie de Pierre Chevalier : Le concierge de Passy
- 1963 : Landru de Claude Chabrol : Le gardien de la paix au square
- 1963 : Les Bricoleurs de Jean Girault : Ludovic, le chauffeur de l'anglaise
- 1963 : Faites sauter la banque ! de Jean Girault : L'agent d'assurances
- 1963 : L'Abominable homme des douanes de Marc Allégret : Le petit inspecteur tapant la déposition
- 1963 : Carambolages de Marcel Bluwal : Un représentant en sandales
- 1963 : Blague dans le coin de Maurice Labro
- 1963 : Le Magot de Josefa de Claude Autant-Lara : L'employé de la S.A.C.E.M
- 1964 : Un drôle de caïd de Jacques Poitrenaud : Un gardien de nuit
- 1964 : Les gorilles de Jean Girault : Un automobiliste
- 1964 : Fantomas d'André Hunebelle : Un vendeur de la bijouterie
- 1964 : Le vampire de Düsseldorf de Robert Hossein : Le garçon du dancing
- 1964 : Les Combinards de Jean-Claude Roy : Le jeune marié
- 1964 : Playtime de Jacques Tati
- 1964 : Des frissons partout de Raoul André : Le docteur Blanc
- 1964 : Déclic et des claques de Philippe Clair
- 1965 : La tête du client de Jacques Poitrenaud : Le client de Philippe
- 1965 : Le caïd de Champignol de Jean Bastia : Le jockey
- 1966 : Le Petit cheval de bois de Richard Balducci (Court métrage)
- 1966 : Du mou dans la gâchette de Louis Grospierre : Un homme de main de Laguerre
- 1966 : Un idiot à Paris de Serge Korber : Graffouillères, le garçon boucher
- 1966 : Trois enfants dans le désordre de Léo Joannon : Un cambrioleur du coffre de l'entreprise
- 1966 : Le Grand Restaurant de Jacques Besnard : Un dineur accompagnant le ministre
- 1966 : Paradiso, hôtel du libre-échange de Peter Glenville : Le policier amenant la convocation
- 1967 : L'homme qui trahit la mafia de Charles Gérard : Le mécano
- 1967 : L'Homme qui valait des milliards de Michel Boisrond
- 1967 : Caroline chérie de Denys de La Patellière : Un domestique à Vincennes
- 1967 : Le grand bidule de Raoul André : Le secrétaire du consul
- 1967 : Ces messieurs de la famille de Raoul André
- 1968 : La femme écarlate de Jean Valère
- 1968 : Sous le signe du taureau de Gilles Grangier : Un cuisinier
- 1969 : La honte de la famille de Richard Balducci : Marco Seigneur
- 1969 : Aux frais de la princesse de Roland Quignon : Aza, le photographe
- 1970 : Et qu'ça saute ! de Guy Lefranc
- 1970 : Élise ou la vraie vie de Michel Drach : Le bourgeois du métro
- 1970 : Le distrait de Pierre Richard
- 1970 : Macédoine / La femme sandwich de Jacques Scandelari
- 1970 : Les Jambes en l'air de Jean Dewever
- 1971 : La Grande Maffia de Philippe Clair
- 1972 : Na ! de Jacques Martin
- 1973 : Le grand bazar de Claude Zidi : L'enchérisseur endormi
- 1973 : Le Plumard en folie de Jacques Lem (Lemoine) : Le patron des livreurs
- 1973 : L'histoire très bonne et très joyeuse de Colinot Trousse-Chemise de Nina Companeez
- 1974 : Les Quatre Charlots mousquetaires d'André Hunebelle
- 1974 : À nous quatre, Cardinal ! d'André Hunebelle : Le second garde "gros"
- 1974 : Impossible... pas français de Robert Lamoureux
- 1974 : Les bidasses s'en vont en guerre de Claude Zidi : Le général
- 1975 : Opération Lady Marlène de Robert Lamoureux : Un second de "L'Implacable"
- 1975 : Bons baisers de Hong Kong d'Yvan Chiffre : Le conducteur
- 1976 : Le Trouble-fesses de Raoul Foulon : Le liftier
- 1976 : La Grande Récré de Claude Pierson
- 1978 : La Zizanie de Claude Zidi : Un ouvrier
- 1978 : Les Joyeuses Colonies de vacances de Michel Gérard : L'homme dans le train
- 1978 : Le Gendarme et les extra-terrestres de Jean Girault
- 1981 : San-Antonio ne pense qu'à ça de Joël Séria : Dugommier
- 1981 : Cargo de Serge Dubor : Le patron de l'hôtel
- 1987 : L'habitude de monsieur J d'Olivier Queysanne
- 1988 : Anna - der film de Franck Strecker
- 1988 : Une journée d'Hervé Lièvre (Court-métrage)
- 1989 : Le messie d'Edwige Busson et Gilles Alvarez
- 1989 : Carrousel de Georges Andreeff
- 1990 : En voiture de Patrick Ruff (Court-métrage)
- 1992 : Le Collecteur de Ronan Fournier-Christol (Court-métrage)
- 1995 : L'Histoire du petit homme bizarre d'Éric Le Roch (Court-métrage)
- 1995 : Douaumont repris ! de Vladimir Léon (Court-métrage)
- 1996 : Lucky Punch de Dominique Ladoge : L'aubergiste de la "Tourterelle"
- 1996 : Loin du front de Vladimir Léon et Harold Manning : Le facteur
- 2001 : Le Soleil au-dessus des nuages d'Éric Le Roch : L'oncle Victor

### Télévision
- 1959 : Les Maris de Léontine de André Leroux (téléfilm)
- 1963 : Thierry la fronde de Robert Guez (série télévisée) : Giovanni
- 1969 : Allô Police de Michel Strugar (série télévisée) : Kiki
- 1969 : Les oiseaux rares de Jean Dewever (série télévisée)
- 1969 : Laure de Moshe Mizrahi (série télévisée)
- 1970 : La Brigade des maléfices de Claude Guillemot (série télévisée) : Chenu
- 1970 : Alice au pays des merveillesde Jean-Christophe Averty (téléfilm) : Bill le lézard
- 1971 : Arsène Lupin de Jean-Pierre Decourt (série télévisée) : Un gardien de prison
- 1972 : Avec le cœur de Rémy Grumbach (téléfilm) : Rôles variés
- 1973 : Les Malheurs de la comtesse de Bernard Deflandre (téléfilm) : Un gardien surveillant
- 1973 : Les Nouvelles Aventures de Vidocq, épisode "Les Bijoux du roi" de Marcel Bluwal
- 1973 : La Vie rêvée de Vincent Scotto de Jean-Christophe Averty (téléfilm) : L'éditeur
- 1973 : Musidora de Jean-Christophe Averty (téléfilm) : Léonce Perret
- 1975 : Messieurs les jurés d'André Michel (série télévisée) : René Varetz
- 1975 : Les Enquêtes du commissaire Maigret (série télévisée) épisode La Folle de Maigret de Claude Boissol : Le patron de l'hôtel
- 1976 : Adios d'André Michel (série télévisée) : Le facteur
- 1977 : Impressions d'Afrique de Jean-Christophe Averty (téléfilm) : Bex
- 1979 : Le crime des innocents de Roger Dallier (téléfilm) : Le coiffeur
- 1979 : Il y a plusieurs locataires à l'adresse indiquée de François Chatel (série télévisée) : Le mari de Simone
- 1979 : Azouk de Jean-Christophe Averty (téléfilm)
- 1980 : Julien Fontanes, magistrat de Bernard Toublanc-Michel (série télévisée) : Le chauffeur de taxi
- 1980 : Fantômas de Juan-Luis Bunuel (série télévisée) : Beau gosse
- 1980 : Des vertes et des pas mures de Maurice Delbez (téléfilm) : Le crémier
- 1980 : C'est pas dieu possible de Edmond Tyborowski (téléfilm) : Jules Peyrecaves
- 1980 : Opération Trafics de Christian Jaque (série télévisée) : Le patron douanier
- 1980 : Médecins de nuit de Gilles Legrand, épisode : Amalgine (série télévisée) : un malade
- 1980 : La Petite valise de Roger Dallier (téléfilm) : L'employé S.N.C.F
- 1981 : Nana de Maurice Cazeneuve (série télévisée)
- 1981 : Les Dossiers de l'écran de André Cayatte (série télévisée)
- 1981 : Gaston Lapouge de Franck Appréderis (téléfilm) : L'homme chauve
- 1981 : Ursule Mirouët de Marcel Cravenne (téléfilm) : Massin
- 1981 : À nous de jouer de André Flédérick (téléfilm)
- 1981 : Ubu cocu ou l'archéoptéryx de Jean-Christophe Averty (téléfilm) : Un vidangeur
- 1982 : L'Adieu aux as de Jean-Pierre Decourt (série télévisée) : Le reporter
- 1982 : Cinéma 16 - L'Amour s'invente de Didier Decoin (série télévisée) : Le comptable
- 1982 : Le sage de Sauvenat de Jean Pignol (téléfilm) : Landegrat, le gendarme
- 1983 : Les mouettes sur la Saône de Jean Sagols (téléfilm) : L'épicier
- 1984 : Emportez-la avec vous de Jean Sagols (téléfilm) : Le patron du café
- 1984 : Disparitions de Yves Ellena (série télévisée) : Le réceptionniste
- 1987 : Anna (série télévisée)
- 1988 : Vivement lundi ! (série télévisée)
- 1988 : Un château au soleil de Robert Mazoyer (série télévisée)
- 1989 : Le masque / En scène pour la mort de Pascal Goethals (série télévisée) : Sam Milhau
- 1991 : Cas de divorce (série télévisée) : Michel Jeunet
- 1995 : Les Filles d'à côté (série télévisée) : L'huissier
- 1996 : L'un contre l'autre (série télévisée, épisode 40) : Le critique gastronomique Nouillard (apparaît au générique sous "André Dadin")
- 1996 : Tendre piège de Serge Moati (téléfilm) : L'oncle
- 1999 : H de Williams Crépin (série télévisée) : Un patient
- 2000: Mes pires potes : Le bonheur est dans le marais (série télévisé) : Cachard

## Théâtre
- 1983 : Comment devenir une mère juive en dix leçons de Dan Greenburg, mise en scène de Tooti Masson, au Théâtre Montparnasse, Théâtre de l'Œuvre en 1984
- 2002 : L'Homme en question de Félicien Marceau, mise en scène de Jean-Luc Tardieu, au Théâtre de la Porte-Saint-Martin et en tournée